# Arrast-Larrebieu
Arrast-Larrebieu település Franciaországban, Pyrénées-Atlantiques megyében. Lakosainak száma 92 fő (2022. január 1.). Arrast-Larrebieu Charritte-de-Bas, Angous, Castetnau-Camblong, Charre, Espès-Undurein, Moncayolle-Larrory-Mendibieu, Viodos-Abense-de-Bas és Berrogain-Laruns községekkel határos.

## Népesség
A település népességének változása:
| Lakosok száma | 100  | 96   | 95   | 95   | 95   | 95   | 94   | 93   | 92   |
|               | 2010 | 2013 | 2015 | 2017 | 2018 | 2019 | 2020 | 2021 | 2022 |